# جایزه یادبود دیمون نایت
جایزه استاد بزرگ که از سال ۱۹۷۵ توسط «انجمن نویسندگان علمی‌تخیلی آمریکا» اعطا می‌شد؛ از سال ۲۰۰۲ میلادی، به افتخار دیمون نایت بنیان‌گذار این موسسه به یادبود دِیمون نایت تغییر نام داد.
جایزه استاد بزرگ با عنوان انگلیسی Grand Master Award این جایزه به پاس یک عمر فعالیت موفقیت‌آمیز در زمینهٔ علمی-تخیلی و خیال‌پردازی از طرف توسط «انجمن نویسندگان علمی‌تخیلی آمریکا» به نویسندگان در قید حیات اهدا می‌شود. هاین‌لاین نخستین کسی بود که در سال ۱۹۷۵ این جایزه به وی اعطا شد. آرتور سی. کلارک در سال ۱۹۸۶، آیزاک آسیموف در سال ۱۹۸۷ و ری بردبری در سال ۱۹۸۹ از دیگر برندگان این جایزه بوده‌اند.

## برندگان ادوار پیشین
۱۹۷۵ - رابرت ای. هاین‌لاین 

۱۹۷۶ - جک ویلیامسون 

۱۹۷۷ - کلیفورد سیماک 

۱۹۷۹ - ال. اسپارگئو دی کمپ 

۱۹۸۱ - فریتس لیبر 

۱۹۸۴ - آندری نورتون 

۱۹۸۶ - آرتور سی. کلارک 

۱۹۸۷ - آیزاک آسیموف 

۱۹۸۸ - آلفرد بستر 

۱۹۸۹ - ری بردبری 

۱۹۹۱ - لستر دل ری 

۱۹۹۳ - فردریک پول 

۱۹۹۵ - دمون نایت 

۱۹۹۶ - ای. ئی. ون واگت 

۱۹۹۷ - جک ونس 
 
۱۹۹۸ - پائول اندرسن 

۱۹۹۹ - هری استابز 

۲۰۰۰ - برایان آلدیس 

۲۰۰۱ - فیلیپ جوزف فارمر 

۲۰۰۳ - اورسلا لی گین 

۲۰۰۴ - رابرت سیلوربرگ 

۲۰۰۵ - آن مک کافری 

۲۰۰۶ - هارلن الیسون